# Elecciones presidenciales de Portugal de 2001
Las sextas elecciones presidenciales portuguesas desde la Revolución de los Claveles tuvieron lugar el domingo 14 de enero de 2001.
El presidente en ejercicio, Jorge Sampaio, fue reelegido para un segundo mandato con una mayoría absoluta cercana al 56% de los votos. La abstención fue muy alta como ya había venido ocurriendo anteriormente en las legislativas.
Por la izquierda, también se presentaron otros candidatos. El Partido Comunista Português apoyó a António Abreu y el Bloco de Esquerda, que concurría por primera vez a unas presidenciales, a Fernando Rosas. El Partido Comunista de los Trabajadores Portugueses también presentó a su propio candidato por primera vez en su historia, el candidato fue António Garcia Pereira.
Por la derecha, el candidato Ferreira do Amaral fue apoyado por los dos partidos mayoritarios, el Partido Social Demócrata (PSD) y el Partido Popular (PP), los cuales no consiguieron su objetivo de que resultase elegido un presidente de derechas por primera vez desde la Revolución de los Claveles.
Otros cuatro candidatos fueron rechazados por el Tribunal Constitucional por no cumplir el requisito de recoger 7500 firmas:
- Pedro Maria Braga
- Maria Teresa Lameiro
- Josué Rodrigues Pedro
- Manuel João Vieira

Fue la primera vez que los portugueses residentes en el extranjero pudieron votar en unas presidenciales.

## Resultados

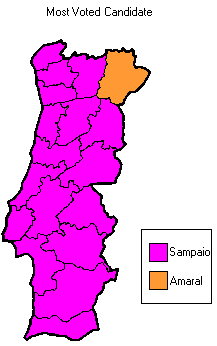
Candidatura más votada en cada distrito (excepto Azores y Madeira).

| Elecciones presidenciales portuguesas (2001) Primera vuelta |           |           |       |
| Candidato                                                   | Partido   | Votos     | %     |
| Jorge Sampaio                                               | PS        | 2.401.015 | 55,8% |
| Joaquim Ferreira do Amaral                                  | PSD       | 1.498.948 | 34,5% |
| António Abreu                                               | PCP       | 223.196   | 5,1%  |
| Fernando Rosas                                              | BE        | 129.840   | 3,0%  |
| António Garcia Pereira                                      | PCTP/MRPP | 68.900    | 1,6%  |
| Votos en blanco                                             |           | 82.391    | 1,8%  |
| Votos nulos                                                 |           | 45.510    | 1,0%  |
| Total                                                       |           | 4.449.800 |       |

- Censo electoral: 8.950.905
- Participación: 49,7%

Fuente: Comissão Nacional de Eleições Archivado el 10 de febrero de 2006 en Wayback Machine.
- Datos: Q3131667